# 야와라촌 (지바현)
야와라촌(埜原村)은 지바현 인바군에 존재했던 촌이다. 현재의 인자이시 동부에 해당한다.

## 역사
- 1889년 4월 1일 - 정촌제 시행에 의해 인바군 야와라촌이 성립하였다.
- 1913년 4월 1일 - 혼고촌과 합병해, 모토노촌이 성립하여, 야와라촌은 소멸하였다.